# Ursicino Álvarez Martínez
Ursicino Álvarez Martínez (Zamora, 1850) fue un historiador y abogado español del siglo XIX, reconocido por su destacada labor en la investigación y documentación de la historia de la provincia de Zamora. Su dedicación tanto en el ámbito académico como en la divulgación cultural lo convierte en una figura clave para el estudio y preservación del patrimonio histórico zamorano.

## Biografía
Nacido en Zamora en 1850, Álvarez Martínez provenía de una familia influyente. Estudió Derecho Civil y Canónico en la Universidad Central de Madrid y fue miembro activo de la Comisión Provincial de Monumentos de Zamora, lo que refleja su compromiso con la preservación del patrimonio cultural local. Fue además académico de la Real Academia de la Historia, donde su trabajo fue altamente valorado por la profundidad de sus investigaciones y la claridad de su prosa, especialmente en temas históricos y eclesiásticos.

## Obra principal
En 1889, publicó su obra más importante, Historia general, civil y eclesiástica de la Provincia de Zamora, un trabajo que ha sido clave en la historiografía zamorana. En esta obra, el autor aborda temas relacionados con la organización administrativa, la historia eclesiástica y el desarrollo cultural de Zamora. Su estilo accesible y su habilidad para estructurar el contenido lo convirtieron en una obra valorada y recomendada por la Real Academia de la Historia como una fuente confiable y accesible para el estudio de la región.
La Real Academia de la Historia ha destacado la riqueza de sus investigaciones y la calidad literaria de su escritura. En sus revisiones, se señala que la obra de Álvarez Martínez no solo es un compendio de información histórica, sino que también ofrece una narración que facilita el conocimiento de la cultura zamorana.

## Colaboraciones periodísticas
Además de sus investigaciones académicas, Álvarez Martínez colaboró regularmente en medios locales, como el periódico Heraldo de Zamora y el semanario Zamora Ilustrada. A través de sus escritos en estos medios, promovió la identidad y el patrimonio cultural de Zamora, logrando alcanzar una audiencia amplia e impulsando el conocimiento de la historia de la provincia.

## Actividades en conservación del patrimonio
Ursicino Álvarez Martínez también participó activamente en la protección de monumentos históricos en Zamora. Formó parte de la Comisión Provincial de Monumentos, donde abogó por la conservación de estructuras significativas, como el Torreón de Santa Clara. Sus informes y cartas sobre la necesidad de preservar estos monumentos reflejan su compromiso con la historia local y su deseo de proteger el patrimonio cultural zamorano para las generaciones futuras.

## Legado
La contribución de Ursicino Álvarez Martínez es fundamental para la historiografía de Zamora y de Castilla y León. Su obra principal sigue siendo una referencia para investigadores e historiadores interesados en el pasado de la región. Además, su legado como alcalde de Zamora y su influencia en la élite local han ayudado a cimentar una identidad cultural zamorana que perdura. Fue hijo de Vicente Álvarez y Petra Martínez, y tuvo un hijo notable, Ursicino Álvarez Suárez, quien se convirtió en catedrático de Derecho. Gracias a su compromiso tanto con la historia como con la protección del patrimonio local, muchos aspectos de la identidad cultural zamorana han quedado preservados.